# Úlias
Úlias (Wilia em gótico) foi um godo do século VI, ativo durante o reinado do rei ostrogótico Vitige (r. 536–540). Era um proeminente godo que foi dado como refém aos bizantinos do general Belisário em dezembro de 537 para garantir uma trégua de três meses na guerra em curso. Seu destino depois deste episódio é incerto.